# John McKay (mathématicien)
Pour les articles homonymes, voir John McKay et McKay.
John McKay né le 16 juin 1939 dans le comté de Kent (Angleterre) et mort à Montréal le 19 avril 2022, est un mathématicien ayant la double nationalité britannique et canadienne. Il a travaillé à l'Université Concordia. Il est connu pour sa découverte du monstrous moonshine (« sornettes monstrueuses »), ses travaux en collaboration sur la construction de certains groupes sporadiques simples, pour la conjecture de McKay (en) en théorie des représentations, et pour la correspondance de McKay (en) reliant certains groupes finis à des groupes de Lie.

## Carrière
McKay obtient son Bachelor et son Diploma en 1961 et 1962 à l'université de Manchester, puis son doctorat en 1971 de l'université d'Édimbourg.
Depuis 1974 il travaille à l'Université Concordia, où il est professeur en informatique de 1979 à sa retraite.

## Prix et récompenses
Il est élu Fellow de la Société royale du Canada en 2000, puis il est lauréat en 2003 du Prix CRM-Fields-PIMS.
En avril 2007 un séminaire est organisé par l'Université de Montréal et l'Université Concordia pour célébrer quatre décennies de travaux de John McKay.